# Jimmie Noone
Jimmie Noone, właśc. James Noone (ur. 23 kwietnia 1895 w Cut Off, zm. 19 kwietnia 1944 w Los Angeles) – amerykański klarnecista jazzowy, reprezentant stylów: nowoorleańskiego i chicagowskiego. Mistrz improwizacji granych w kontrapunkcie do zespołu, wirtuoz, który inspirował klarnecistów mu współczesnych oraz następców, m.in. takich jak Omer Simeon, Benny Goodman, Irving Fazola i Artie Shaw.

Hughues Panassie: Jimmie Noone sprawia, że klarnet śpiewa.

## Życiorys
Urodził się na Stanton Plantation (plantacja trzciny cukrowej) w rejonie Cut Off, należącym do parafii Lafourche w stanie Luizjana. Jego rodzicami byli John i Lucinda z d. Daggs. Jako mały chłopiec grał na gitarze, ale kiedy w 1910 przeprowadził się z rodzicami do Nowego Orleanu, porzucił gitarę dla klarnetu. Jego pierwszymi nauczycielami gry na tym instrumencie byli: wirtuoz klarnetu i słynny eduktor Lorenzo Tio, oraz zaledwie trzynastoletni Sidney Bechet. Później – już w Chicago – pobierał także lekcje u znanego nauczyciela klarnetu klasycznego, Franza Schoeppa, grając m.in. duety z młodziutkim Bennym Goodmanem.
Karierę muzyka zawodowego rozpoczął ok. 1913 w zespole swojego szwagra, kornecisty Freddiego Kepparda, który grał w klubach Storyville, nowoorleańskiej dzielnicy czerwonych latarni. Rok później razem z innym kornecistą, Buddym Petitem, założył The Young Olympia Band. Trio, prowadzone przez niego, występowało latem 1916 i 1917 w „Pythian Temple Roof Garden”. W owych latach okazjonalnie grywał w zespołach „Papy” Celestina i Kida Ory’ego. Pod koniec 1917 przeniósł się do Chicago, gdzie ponownie pracował z Freddiem Keppardem, kierującym The Original Creole Orchestra. Wiosną 1918 zespół rozwiązał się, ale niemal równocześnie Joe „King” Oliver założył swój The Creole Jazz Band, do którego dołączył Noone. Następnie pracował z w klubach Chicago i okolicach, grając w różnych grupach. W 1920 zaangażował się do orkiestry Dreamland Doca Cooka, pozostając jej członkiem do 1926. Jednocześnie prowadził własny zespół, w skład którego wchodzili m.in. pianista Earl Hines, saksofonista i klarnecista Doc Poston, bandżysta Bud Scott i perkusista Johnny Wells. Do 1931 grupa występowała w popularnych ówcześnie klubach chicagowskich: „The Nest” (późniejszy „Apex”), „The Ambassador” i „El Rado”. W latach 1928–1930 ów zespół – jako Jimmie Noone's Apex Club Orchestra – dokonał dla wytwórni Vocalion wielu klasycznych obecnie nagrań. Były to m.in. utwory: Ain’t Misbehavin', Apex Blues, El Rado Scuffle, Four Or Five Times i Every Evening (I Miss You), który stał się bestsellerem.
W 1935 przeniósł się do Nowego Jorku, gdzie wraz z kontrabasistą Wellmanem Braudem sformował orkiestrę i otworzył klub. Przedsięwzięcie jednak okazało się nieudane i po kilkunastu miesiącach muzyk powrócił do Chicago. Utworzył kolejny zespół (o zmiennym składzie, którego członkami byli m.in. pianista Teddy Wilson i wokalista Joe Williams) i do 1942 wraz z nim grał przede wszystkim w klubach. Sporadycznie jeździł w trasy koncertowe, odwiedzając – po 20. latach nieobecności – Nowy Orlean oraz tak odległe od siebie miasta jak Omaha i San Antonio.
Ostatnim etapem jego życia i kariery była Kalifornia, do której przeprowadził się w 1943. Po przyjeździe do Los Angeles dołączył do zespołu Kida Ory’ego, który wkrótce potem otrzymał propozycję udziału w programach radiowych Orsona Wellesa, poświęconych historii jazzu nowoorleańskiego. Noone zagrał tylko w kilku audycjach, albowiem 19 kwietnia 1944 zmarł nagle wskutek rozległego zawału serca.

### Małżeństwo i dzieci
Jego żoną była Rita. Miał z nią dwóch synów: Jimmiego juniora i Johna

## Muzyka
Był jednym z najlepszych klarnecistów lat 20. XX w. i wraz z Sidneyem Bechetem oraz Johnnym Doddsem tworzył „wielką trójcę” tego instrumentu. Reprezentował tzw. „szkołę kreolską” jazzu tradycyjnego. Noone wyróżniał się przede wszystkim delikatnością i subtelnością swojego tonu, w przeciwieństwie do ostrych i ekspansywnych improwizacji Doddsa. Wyśmienita technika i czyste brzmienie z wykorzystaniem wibrata nadawały jego grze walor śpiewności. Wywarł nią wpływ nie tylko na klarnecistów swojego pokolenia, ale także na najważniejszych przedstawicieli tego instrumentu w erze swingu.
Grał na klarnecie marki Selmer, zbudowanym według systemu Alberta.

## Wybrana dyskografia
- 1994 Jimmie Noone • Apex Blues (GRP)
- 1996 Jimmie Noone 1928–1929 (Classics)
- 1997 Jimmie Noone 1923–1928 (Classics)

Jimmie Noone 1930–1934 (Classics)
Jimmie Noone 1934–1940 (Classics)
- 2004 Jimmie Noone • Complete Recordings (Definitvie)

Jimmie Noone • Three Little Words (2CD) (Classic Jazz Archives)
Jimmie Noone at the Apex Club (Definitive Spain)
- 2006 Chicago Rhythm • The Recordings of Jimmie Noone 1923–1943 (4CD) (JSP Records)
- 2010 Kid Ory and Jimmie Noone • New Orleans Jazz (Essential Media Group)

Zestawienie wg dat wydania płyt

## Wyróżnienia
- Wprowadzenie do Panteonu Sław Big-bandów i Jazzu (Big Band and Jazz Hall of Fame)[11] – pośmiertnie